# Normunds Lasis
Normunds Lasis, né le 25 février 1985, est un coureur cycliste letton.

## Palmarès
- 2004
  - 2e du championnat de Lettonie sur route
- 2005
  - Prologue du Tour de Grèce
  - 3e du championnat de Lettonie sur route
- 2006
  - Mayor Cup
- 2007
  - 1re étape du Triptyque des Monts et Châteaux
  -  Médaillé de bronze du championnat d'Europe sur route espoirs
- 2008
  -  Champion de Lettonie sur route
  - Riga Grand Prix
  - 3e, 4e et 6eb étapes du Tour de Bulgarie
- 2009
  - Banja Luka-Belgrade I

## Classements mondiaux
| Année           | 2005 | 2006 | 2007 | 2008 | 2009 | 2010 |
| --------------- | ---- | ---- | ---- | ---- | ---- | ---- |
| UCI Europe Tour | 169e | 213e | 324e | 251e | 281e | 581e |